# Митропа куп 1932.
Митропа куп 1932. је било 6. издање клупског фудбалског такмичења Митропа купа.
Такмичење је трајало од 10. јуна до 17. јула 1932. године. 

## Резултати

### Четвртфинале
| Меч | Клуб          | Држава            | укупан рез. | Држава       | Клуб         | 1. утак. | 2. утак. | Плеј-оф |
| --- | ------------- | ----------------- | ----------- | ------------ | ------------ | -------- | -------- | ------- |
| 1   | Славија Праг  | Чехословачка      | 3:1         | Аустрија     | Адмира Вакер | 3:0      | 0:1      |         |
| 2   | Болоња        | Краљевина Италија | 2:3         | Чехословачка | Спарта Праг  | 1:1      | 1:2      |         |
| 3   | Први Бечки ФК | Аустрија          | 6:4         | Мађарска     | Ујпешт       | 5:3      | 1:1      |         |
| 4   | Јувентус      | Краљевина Италија | 7:3         | Мађарска     | Ференцварош  | 4:0      | 3:3      |         |

### Полуфинале
| Меч | Клуб         | Држава            | укупан рез. | Држава            | Клуб          | 1. утак. | 2. утак. | Плеј-оф |
| --- | ------------ | ----------------- | ----------- | ----------------- | ------------- | -------- | -------- | ------- |
| 1   | Болоња       | Краљевина Италија | 6:3         | Аустрија          | Први Бечки ФК | 3:2      | 3:1      |         |
| 2   | Славија Праг | Чехословачка      | -           | Краљевина Италија | Јувентус      | 4:0      | 0:21     |         |

Напомена: 1 Меч је прекинут при раном вођству Јувентуса од 2:0 упадом публике на терен која је била незадовољна одуговлачењем играча Славије. Славија и Јувентус су избачени из такмичења.

### Финале
Финале је отказано због избацивања Јувентуса и Славије Праг из такмичења. Болоња је проглашена победником Митропа купа за 1932. годину.
| Освајач Митропа купа 1932. |
| -------------------------- |
| Болоња 1. Титула           |